# Magnus Henriksson
Pour les articles homonymes, voir Magnus II.
Magnus Henriksson, aussi appelé Magnus II, est un noble danois qui fut roi de Suède de 1160 à 1161. Fils d’Ingrid Rögnvaldsdotter et du prince Henrik Skadelår, sa famille est puissante en Västergötland. Il a été à l’origine de l’assassinat de Sverker l'Ancien avant d’attaquer et de tuer Éric le Saint pour devenir roi. 
Il a souvent été considéré comme un usurpateur par la postérité.

## Contexte
La mère de  Magnus Ingrid Rögnvaldsdotter, est une petite-fille du roi Inge Ier de Suède. Son père, le seigneur danois
Henri Skatelår, est le fils de Sven Svensson, un fils illégitime du roi Sven II de Danemark. Après la mort d'Henri, Ingrid se remarie trois fois; avec Harald Gille de Norvège, puis Ottar Birting, et finalement avec Arne de Stårheim. Magnus a ainsi des liens avec les familles royales des trois pays scandinaves. Il épouse Brigide Haraldsdotter, une fille d'Harald Gille qui aurait été antérieurement mariée avec le puissant jarl in Västergötland, Karl Sunesson ce qui est chronologiquement peu vraisemblable. Magnus est mentionné pour la première fois en 1148 comme témoin dans un acte émis par le roi Sven III de Danemark.

## Règne
Magnus était un prétendant au trône très convoité de Suède. En 1156, il aurait soudoyé un serviteur de confiance du roi Sverker Ier pour l’assassiner. Quelques années plus tard, selon le récit d'une source légendaire, il s'allie avec un chef de la région peut-être le fils de Sverker Karl. et tend une embuscade au roi Erik IX de Suède (connu ensuite sous le nom de saint Erik) lorsqu'il quitte l'église d'Östra Aros près d'Uppsala le 18 mai 1160. Après cet acte, Magnus règne comme roi sur la plus grande partie de la Suède mais pas apparemment sur l'Östergötland, qui est gouverné par Karl Sverkersson depuis 1158 environ. Il est néanmoins mentionné dans la chronique brève de la Västgötalagen, ce qui implique qu'il est reconnu comme roi en Västergötland. Magnus nomme son frère Ragnvald jarl et donne refuge à son frère utérin Orm lorsque leur demi-frère le roi Inge Ier de Norvège est tué. À part ce fait, on ignore tout de son règne à l'exception d'une donation de domaine à l'abbaye de Vreta.
Magnus ne règne guère plus qu'une année. Selon l'historien du XVe siècle Ericus Olai, plusieurs suivants d'EriK le Saint survivent à l'attentat d'Östra Aros et se réfugient dans le nord dans l'Hälsingland chez les Svears, où ils fomentent des troubles contre le roi usurpateur. La désaffection de la paysannerie suédoise vis-à-vis du régicide génère un soulèvement contre Magnus. Le chroniqueur quasi contemporain Saxo Grammaticus, écrit par ailleurs qu'il « tombe lors d'un combat contre Karl le fils de Sverker qu'il voulait priver de sa couronne après en avoir privé son père ». Saxo considère la mort violente de Magnus comme une vengeance divine de l’assassinat honteux de Sverker. Selon les sources suédoises, la bataille a lieu à  Örebro en 1161. Après la chute de Magnus, Karl Sverkersson règne comme roi sous le nom de Karl de Suède. Ses frères germains Knut et Buris Henriksen servent comme jarls à la cour de Valdemar Ier de Danemark. Son frère utérin Nicolas Arnesson est évêque  d'Oslo, et un opposant au roi Sverre de Norvège, le gendre d'Erik IX. La reine Brigide se remarie ensuite avec le puissant  jarl Birger Brosa (mort en 1202) et devient l'ancêtre de la maison de Bjälbo, et la grand-mère de Jean Sverkersson.

## Sources
- Ingvar Andersson, Histoire de la Suède… des origines à nos jours, Éditions Horvath, Roanne, 1973
- (en) Philip Line, Kingship and state formation in Sweden, 1130-1290, Library of Congres 2007  (ISBN 9789004155787)
- Lucien Musset, Les Peuples scandinaves au Moyen Âge, Paris, Presses universitaires de France, 1951, 342 p., in-8o (OCLC 3005644)
- Ragnar Svanström et Carl Fredrik Palmstierna, Histoire de Suède, Stock, Paris, 1944
- (sv) Hans Gillingstam, "Magnus Henriksson", Svenskt biografiskt lexikon, Hans Gillingstam Magnus Henriksson
- (da) Saxo Grammaticus, Danmarks krønike. København: Asschenfeldt's, 1985  (ISBN 87-414-4524-4).
- (sv) Tunberg, Sven, Sveriges historia till våra dagar. Andra delen: Äldre medeltiden. Stockholm: P.A. Norstedt & Söners Förlag, 1926.
- (sv) Yngre Västgötalagen